# Squamocoris pallidinervus
Squamocoris pallidinervus är en insektsart som beskrevs av Stonedahl och Schuh 1986. Squamocoris pallidinervus ingår i släktet Squamocoris och familjen ängsskinnbaggar. Inga underarter finns listade i Catalogue of Life.